# Глебковичи
Гле́бковичи (транслит. Hliebkavičy, бел. Глебкавічы) — деревня в Минском районе Минской области. Входит в состав Колодищанского сельсовета.

## Население
- 2019 год — 191 житель[3]
- 2009 год (перепись) — 121 житель